# Conecalli
Conecalli är en ort i Mexiko.   Den ligger i kommunen Xalapa och delstaten Veracruz, i den sydöstra delen av landet, 230 km öster om huvudstaden Mexico City. Conecalli ligger 1 332 meter över havet och antalet invånare är 104.
Terrängen runt Conecalli är huvudsakligen kuperad, men den allra närmaste omgivningen är platt. Runt Conecalli är det tätbefolkat, med 331 invånare per kvadratkilometer. Närmaste större samhälle är Xalapa, 3,2 km nordost om Conecalli. I omgivningarna runt Conecalli växer huvudsakligen savannskog.